# Шандровац
Шандровац (хорв. Šandrovac) — община с центром в одноимённом посёлке в центральной части Хорватии, в Беловарско-Билогорской жупании. Население общины 1776 человек (2011), население самого поселка 710 человек. В состав общины кроме посёлка Шандровац входят ещё 6 деревень.
Большинство населения общины составляют хорваты — 87,1 %, сербы насчитывают 8,6 %, албанцы составляют 2,8 % населения.
Населённые пункты общины находятся на юго-западных склонах Билогоры. В 15 км к западу расположен город Бьеловар. Через Шандровац проходит автомобильная дорога Бьеловар — Клоштар-Подравски, переваливающая через Билогору.